# Roweia
Roweia is een geslacht van zeekomkommers uit de familie Cucumariidae.

## Soorten
- Roweia stephensoni (John, 1939)
- Roweia frauenfeldi (Ludwig, 1882)